# 5052 Nancyruth
5052 Nancyruth (1984 UT3) là một tiểu hành tinh vành đai chính được phát hiện ngày 23 tháng 10 năm 1984 bởi C. S. Shoemaker ở Palomar.